# Fellman
Fellman är en österbottnisk släkt vars medlemmar i flera generationer verkade som präster i finska Lappland. Bland dess äldsta kända medlemmar finns två som undertecknade Uppsala mötes beslut. 
Ättlingar till Esaias Mansueti Fellman (1620–1697), som kallats "lapparnas apostel", blev stamfar till en gren som fram till 1832 verkade som präster i Österbotten och Kemi lappmark.
En släktgren upphöjdes i adelskap 1902, med bröderna Isak Fellman (1841-1919) och senator Gustaf Esaias Fellman (1843-1916).
Bland övriga medlemmar av släkten märks naturforskaren Jakob Fellman, far till Isak och Gustaf Esaias, och kemisten Hjalmar Fellman.

## Personer med efternamnet Fellman
Samtliga personer är från Finland
- Esaias Fellman (1620–1697), präst i Kemi lappmark
- Hjalmar Fellman (1871–1950), kemist, friidrottare, spjutkastare
- Isak Fellman (1841–1919).jurist, botaniker och historiker
- Jakob Fellman (1795–1875), präst och naturforskare
- Nina Fellman (född 1964), åländsk journalist och politiker
- Peter Fellman (född 1963), journalist
- Rosanna Fellman (född 1995), poet